# Cleveland Allmen Transfers
I Cleveland Chase Brassmen, noti anche come Cleveland Brass, furono una squadra professionistica di pallacanestro con sede a Cleveland. Giocarono nella National Basketball League (NBL) nella stagione 1943-44. La squadra chiuse il campionato con 3 vittorie e 15 sconfitte; ai play-off venne eliminata dai Fort Wayne Zollner Pistons. Lo sponsor della squadra era l'azienda siderurgica "Chase Brass and Copper Company".
Il giocatore più affermato dei Brass fu Mel Riebe, eletto Rookie of the Year e inserito nell'All-NBL First Team al termine del campionato.
Nella stagione successiva, la squadra cambiò sponsorizzazione e quindi denominazione, diventando Cleveland Allmen Transfers.
Al termine della stagione regolare 1944-45, gli Allmen Transfers si classificarono al secondo posto in Eastern Division, qualificandosi quindi per i playoff; vennero eliminati al primo turno dai Fort Wayne Zollner Pistons, futuri campioni. Nel 1945-46 vinsero solamente 4 delle 33 partite di campionato, piazzandosi all'ultimo posto di Division. La squadra scomparve al termine della stagione, dopo che i proprietari vendettero i diritti a George Mingin e Danny Biasone, che fondarono così i Syracuse Nationals.

## Stagioni
| Stagione | Lega | Denominazione              | V  | P  | %    | Piazzamento | Play-off           |
| -------- | ---- | -------------------------- | -- | -- | ---- | ----------- | ------------------ |
| 1943-44  | NBL  | Cleveland Chase Brassmen   | 3  | 15 | 16,7 | 4º          | Semifinale         |
| 1944-45  | NBL  | Cleveland Allmen Transfers | 13 | 17 | 43,3 | 2º          | Finale di division |
| 1945-46  | NBL  | Cleveland Allmen Transfers | 4  | 29 | 12,1 | 4º          | -                  |